# Joan Vladímir
Joan Vladímir (Zahumlje?, Hercegovina i Dalmàcia, s. X - Prespa, Albània, 22 de maig de 1016) fou knez (príncep governant) de Dioclea entre 990 i 1016, durant la guerra entre l'Imperi Romà d'Orient i el Primer Imperi Búlgar. És venerat com a sant per l'Església Ortodoxa.

## Biografia
Fill del príncep Petrislav de Dioclea, originari de la regió de Zahumlje (principat serbi de l'Hercegovina i Dalmàcia), succeí el seu pare com a knez de Dioclea entre 990 i 1016, intentà protegir el principat de la política expansionista del tsar Samuel de Bulgària mitjançant una aliança amb l'Imperi Romà d'Orient. Samuel, però, atacà i conquerí Dioclea en 997 i prengué Joan Vladímir presoner.
La germana de Samuel, Teodora Kosara, s'enamorà del presoner i en demanà al seu pare la mà. Samuel concedí i tornà Dioclea al seu nou gendre, donant-li a més el territori de Dürres (avui Albània). Vladímir fou reconegut com un bon governant, just i pietós. Governà en pau i evità els conflictes amb altres territoris.
En 1014, Samuel fou derrotat pels romans d'Orient i morí poc després. Joan Vladímir morí en 1016 víctima d'una conxorxa dirigida per Ivan Vladislav, últim tsar del Primer Imperi Búlgar. Fou decapitat a Prespa, davant l'església.

## Veneració
Sebollit a Prespa, Joan Vladimir fou aviat reconegut com a màrtir i venerat com a sant, en la festivitat del 22 de maig. Cronològicament, és el primer sant de Sèrbia. Dos o tres anys després, la seva tomba fou portada a Dioclea, però cap al 1215 les restes es portaren a Dürres, on restaren fins al 1381. Des de llavors foren al monestir de Sant Joan Vladimir, prop d'Elbasan, fins que en 1995 es portaren a la Catedral Ortodoxa de Tirana.
La creu que tenia a les mans quan fou decapitat era una relíquia que guardà, durant segles, la família Andrović de Velji Mikulići (Montenegro). La deixaven veure als fidels un cop l'any, per Pentecosta.
És el sant patró de Bar (Montenegro).

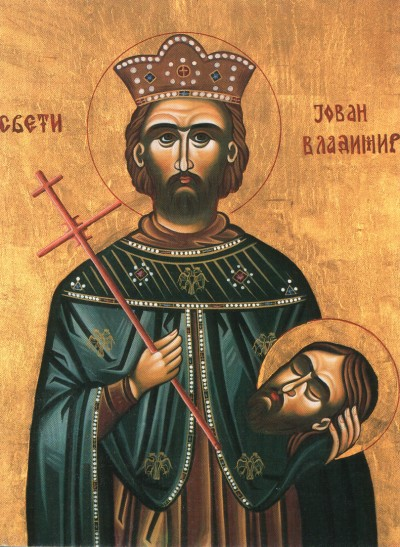
Fresc medieval
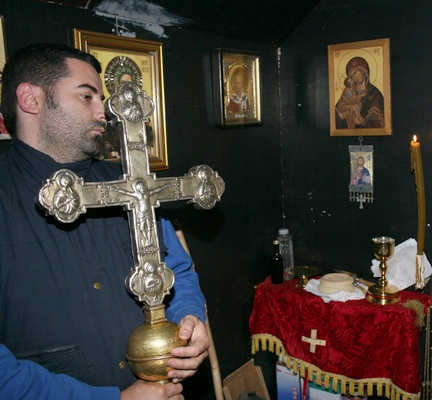
Creu de S. Joan Vladimir en mans de Milan Andrović, a l'església del Mont Rumija
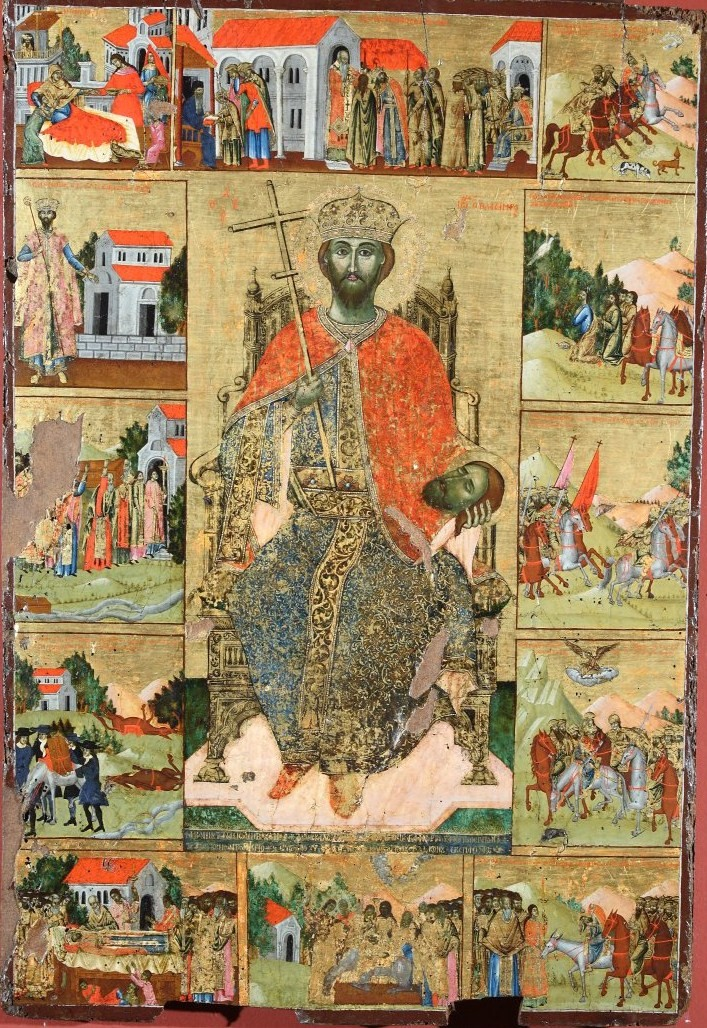
Icona de 1739 a Ardenica (Albània)